# Эмиграция из Уругвая
Эмиграция из Уругвая — явление, имеющее место в Уругвае с начала XX века.

## Общие сведения
Эмиграция из Уругвая началась около века назад, но наблюдается существенный рост с 1960-х годов. Следующие друг за другом экономические кризисы (в частности, в 1982 и 2002 годах), плюс небольшой размер ВВП страны, были решающими факторами, которые подтолкнули тысячи уругвайцев уехать из страны их рождения. Экономические мигранты ездили в основном в другие испаноязычные страны с развитой экономикой. Многие уругвайские учёные обнаружили, что их страна слишком мала, чтобы они могли достичь своих целей, что привело к «утечке мозгов». Также был политический фактор: 12 лет военной диктатуры привели к тому, что многие уругвайцы отправились в изгнание из-за идеологических причин, в период холодной войны.

## Места иммиграции
Основными местами уругвайских эмигрантов являются: Аргентина, Бразилия, США, Канада, Австралия. В Европе: Испания (более 40 000 человек по состоянию на 2011 год), Италия, Франция и Португалия. В период военной диктатуры некоторые уругвайцы мигрировали в Мексику, Венесуэлу, Японию, Германию и др. Значительное количество уругвайских евреев (почти 10 000) эмигрировало в Израиль в период между 1950 и 2000 годами.

## Известные мигранты — уругвайцы
Многие талантливые уругвайцы добились успехов на международной арене:
- Хорхе Дрекслер (1964) — родился в Монтевидео, музыкант.
- Наталия Орейро (1977) — родилась в Монтевидео, актриса, телеведущая и певица.
- Карлос Отт (1946) — родился в Монтевидео, архитектор.
- Эми́р Родри́гес Монега́ль (1921) — родился в Мело, учёный, литературный критик.